# Selección de fútbol americano de Alemania
La Selección de fútbol americano de Alemania es el equipo representante de Alemania en competencias internacionales de fútbol americano como la Copa del Mundo o el Campeonato Europeo. Es organizada por la Federación Alemana de Fútbol Americano (American Football Verband Deutschland o AFVD). 
Han participado en la Copa del Mundo en dos ocasiones. en 2003 y 2007. Los representantes del equipo alemán son seleccionados principalmente de la German Football League (GFL), y uno de los equipos que más jugadores aporta es el Braunschweig Lions.

## Palmarés
Copa Mundial de Fútbol Americano
- 1999 : No calificó
- 2003 :  Medalla de bronce. Venció a Francia por 36-7.
- 2007 :  Medalla de bronce. Venció a Suecia por 7-0.

Juegos Mundiales
- 2005 :   Medalla de oro.[1]

Campeonato Europeo
- 1983 : Semifinalista
- 1985 : Semifinalista
- 1987 :  Medalla de plata.
- 1989 : Semifinalista
- 1991 : No participó
- 1993 : Semifinalista
- 1995 : Cuartos de final
- 1997 : No calificó
- 2000 :  Medalla de plata.
- 2001 :  Medalla de oro.
- 2005 :  Medalla de plata.
- 2010 :  Medalla de oro.

Campeonato Europeo Junior
- 2008 :  Medalla de oro.[2][3]